# Ужово (озеро)
Ужово или Большое — озеро на юго-западе Лядской волости Плюсского района у пересечения её границы с Гдовским и Стругокрасненским районами Псковской области.
Площадь — 0,9 км² (92,0 га). Максимальная глубина — 8,0 м, средняя глубина — 3,0 м.
Сточное. Относится к бассейну реки Ужовка, притока Плюссы.
Тип озера плотвично-окуневый с лещом. Массовые виды рыб: щука, плотва, окунь, лещ, ерш, красноперка, карась, линь, налим, вьюн, щиповка, бычок-подкаменщик; раки (мало).
Для озера характерно: отлогие и крутые берега, местами заболоченные, леса, луга, поля; в центре — ил, в литорали — ил, песок и заиленный песок, коряги, сплавины;. изредка бывают локальные заморы.
На северном берегу находится деревня Заозерье. Близлежащими крупными населёнными пунктами являются: деревня Котоши (в 5 км к востоку от озера) и волостной центр село Ляды (в 22 км к северо-востоку от озера). В 6 км к северо-западу находится деревня Тупицыно Чернёвской волости Гдовского района.